# مشغولات خشبية

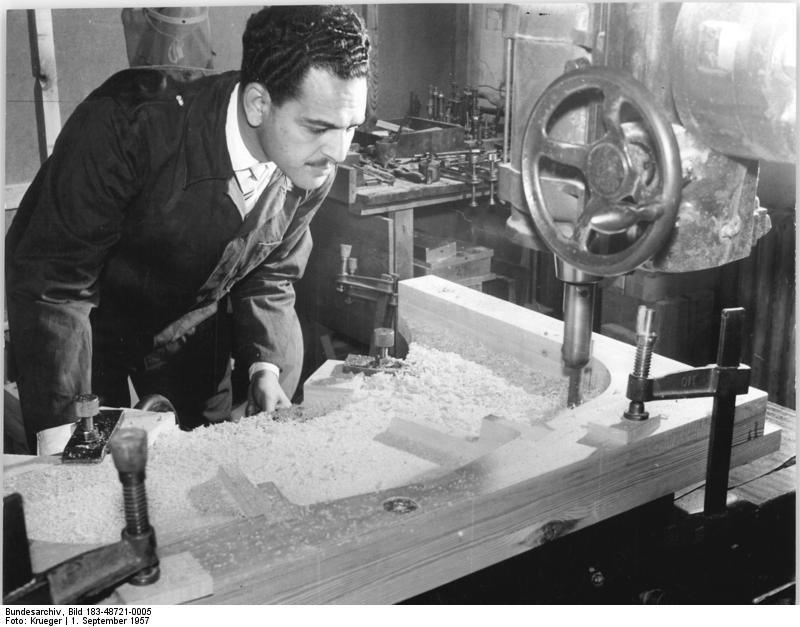
مبتعث مصري في ألمانيا في الخمسينات يطلع على آلة شغل الخشب لصناعة نماذج مصغرة.

المشغولات الخشبية هي أخشاب تم إعادة تشكيلها وتركيبها بواسطة إنسان أو آلة لإنتاج منتج يستخدم كالمفروشات والتحف ومعالق الطهي وحتى أسقف البيوت ودعامات البناء.
إلى جانب الأجزاء الحجرية والطينية والحيوانية، كان الخشب أحد المواد الأولى التي استخدمها البشر الأوائل. يظهر تحليل Microwear للأدوات الحجرية الموسترية التي استخدمها النياندرتال أن الكثير منها كان يستخدم في صناعة الأخشاب. ارتبط تطور الحضارة ارتباطًا وثيقًا بتنمية درجات متزايدة من المهارة في تشغيل هذه المواد.